# Pnikut
Pnikut (ukrainisch Пнікут; russisch Пникут, polnisch Pnikut) ist ein Dorf in der westukrainischen Oblast Lwiw mit etwa 1003 Einwohnern.
Mit dem Dorf Buchowytschi (Буховичі) gehörte es bis 2016 zur gleichnamigen Landratsgemeinde, am 18. Dezember 2016 wurde die Ortschaft ein Teil neu gegründeten Stadtgemeinde Mostyska (Мостиська міська громада Mostyska miska hromada).
Bis zum 17. Juli 2020 lag sie im Rajon Mostyska, seither ist sie ein Teil des Rajons Jaworiw.

## Geschichte
Die Ortschaft wurde im Jahre 1366 als Pnekolt (oder Pneholt, unklarer Herkunft) erstmals urkundlich erwähnt. 1366 wurde Pnekolt von den Brüdern Szulżycz Chliplo und Zacharjasz an Piotr Radziejowski verkauft. Von 1385 bis zum Ersten Weltkrieg gehörte Pnecolt (1402) bzw. Pnekoth (1408) den Bischöfen von Przemyśl. Eine römisch-katholische Pfarrei wurde im Jahre 1470 errichtet.
Politisch gehörte die Ortschaft zunächst zum Przemyśler Land in der Woiwodschaft Ruthenien der Adelsrepublik Polen-Litauen. Im Jahre 1627 wurden dort Tataren von Polen geschlagen.
Bei der Ersten Teilung Polens kam das Dorf 1772 zum neuen Königreich Galizien und Lodomerien des habsburgischen Kaiserreichs (ab 1804). Im Jahre 1900 hatte die Gemeinde 228 Häuser mit 1268 Einwohnern, davon waren 1265 Polnischsprachige, 3 Ruthenischsprachige, 1230 römisch-katholisch, 19 griechisch-katholisch, 19 Juden.
Nach dem Zerfall Österreich-Ungarns zum Ende des Ersten Weltkriegs wurde das Dorf zunächst Bestandteil der Westukrainischen Volksrepublik und  nach dem Polnisch-Ukrainischen Krieg kam die Gemeinde 1919 zu Polen. Im Jahre 1921 hatte sie 262 Häuser mit 1463 Einwohnern, davon waren 1453 Polen, 10 Juden (Nationalität), 1444 römisch-katholische, 19 Juden (Religion).
Im Jahre 1938 umfasste die örtliche römisch-katholische Pfarrei im Dekanat Mościska im Bistum Przemyśl mit dem Sitz in der 1934 geweihten Kirche 1606 Gemeindemitglieder, davon 1596 in Pnikut.
Im Zweiten Weltkrieg gehörte das Dorf nach der Sowjetischen Besetzung Ostpolens zuerst zur Sowjetunion und nach der Eroberung durch die Wehrmacht ab 1941 zum Generalgouvernement. Nach dem Krieg fiel es 1945 wieder an die Ukrainische SSR innerhalb der Sowjetunion und nach deren Zerfall 1991 zur unabhängigen Ukraine.
Im Jahre 2001 hatte das Dorf etwa 1100 Einwohner, davon 51,59 % Ukrainer und 48,05 % Polen.

## Sehenswürdigkeiten
- Römisch-katholische Kirche (aktiv), erbaut 1908–10

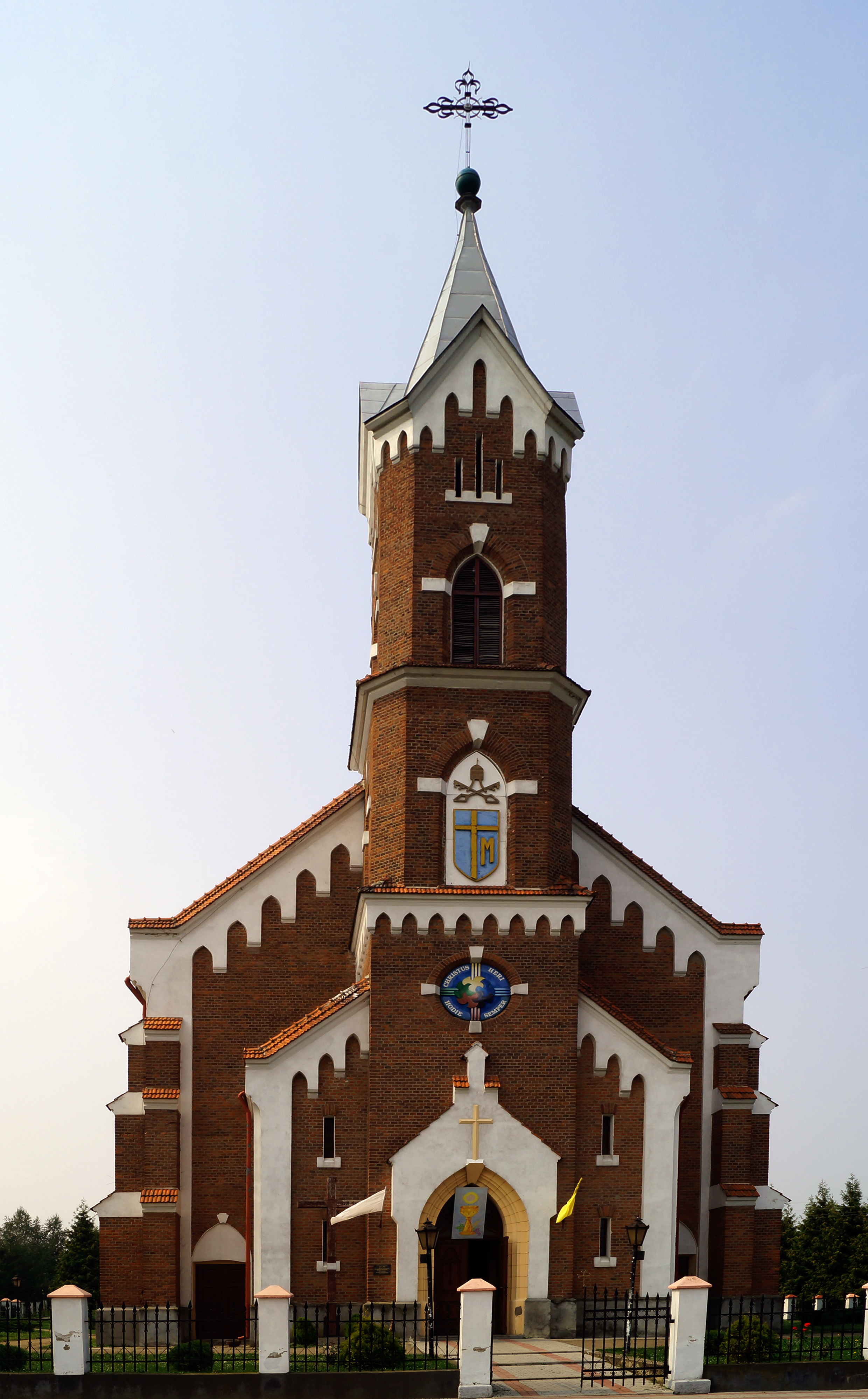
St.-Nikolai-Kirche